# Можина
Можина (пол. Morzyna) — село в Польщі, у гміні Вінсько Воловського повіту Нижньосілезького воєводства.
Населення — 83 особи (2011).
У 1975-1998 роках село належало до Вроцлавського воєводства.

## Демографія
Демографічна структура станом на 31 березня 2011 року:
|          | Загалом | Допрацездатний вік | Працездатний вік | Постпрацездатний вік |
| -------- | ------- | ------------------ | ---------------- | -------------------- |
| Чоловіки | 44      | 7                  | 29               | 8                    |
| Жінки    | 39      | 8                  | 17               | 14                   |
| Разом    | 83      | 15                 | 46               | 22                   |